# Armando Carlos Cervi
Armando Carlos Cervi (Brusque, 8 oktober 1944 – New York, 26 december 2014) was een Braziliaans botanicus.

## Loopbaan
Hij was gepromoveerd in de botanie aan de Universitat de Barcelona in het Spaanse Barcelona en werkzaam bij het herbarium van de afdeling botanie van Universidade Federal do Paraná (UFPR) in Paraná.
Cervi hield zich bezig met de taxonomie van zaadplanten en was gespecialiseerd in de taxonomie van de geslachten Passiflora en Mitostemma uit de familie Passifloraceae en dan met name de Braziliaanse soorten.
Cervi vernoemde Passiflora sacoi naar José da Costa Sacco. Hij was verbonden aan de Organization for Flora Neotropica (OFN), een organisatie die als doel heeft om een gepubliceerd overzicht te geven van de flora van de neotropen.